# باول بيل
باول بيل (بالإنجليزية: Paul Bell)‏ هو سياسي أمريكي، ولد في 3 أكتوبر 1950 في ألجونا في الولايات المتحدة، وتوفي في 7 يونيو 2010 في نيوتن في الولايات المتحدة بسبب سرطان المعدة. حزبياً، نشط في Iowa Democratic Party ‏ والحزب الديمقراطي. وقد انتخب عضو مجلس نواب ولاية ايوا.